# Kloster Mor Augin

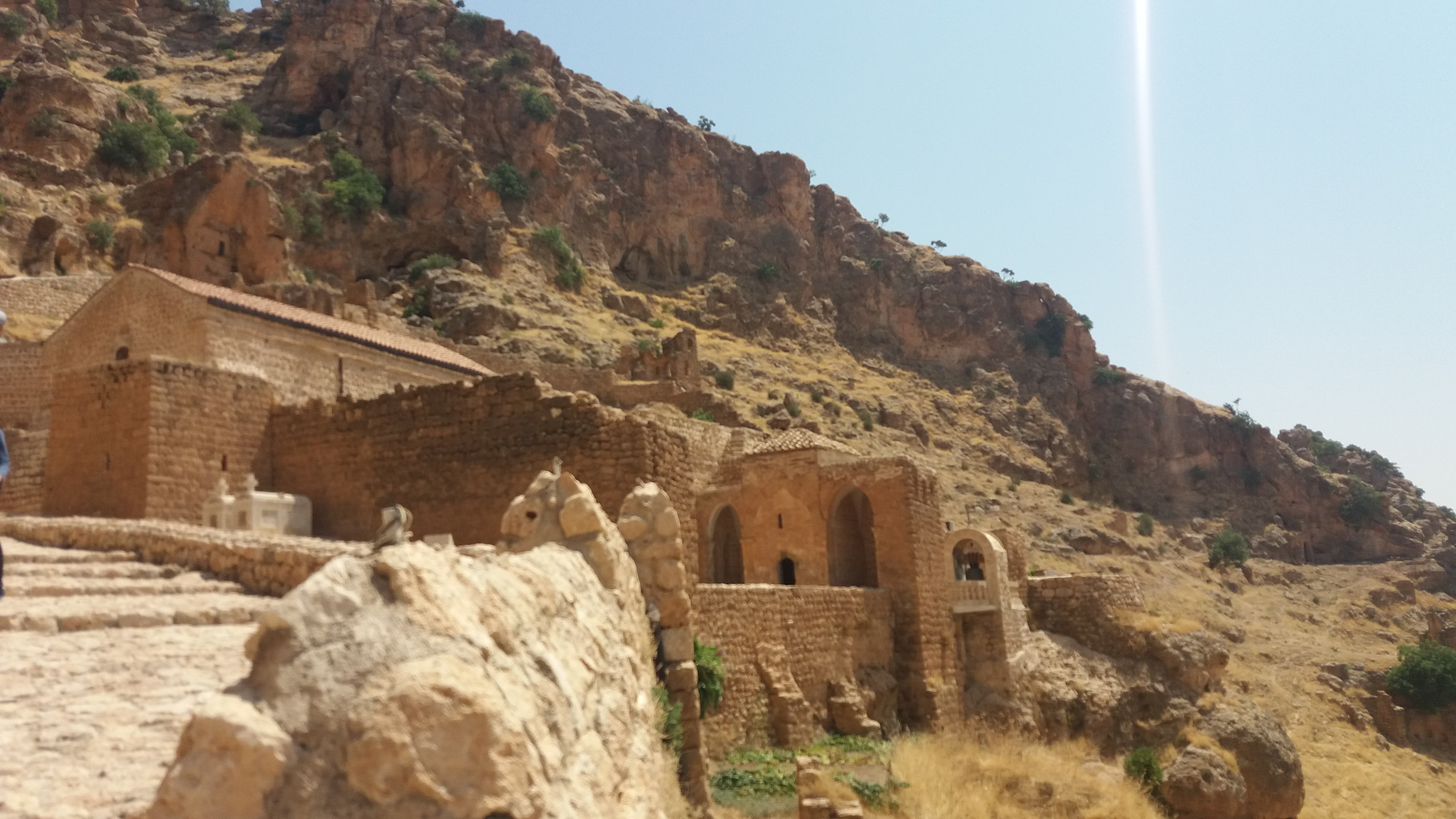
Das Kloster Mor Augin aus westlicher Sicht

Das syrisch-orthodoxe Kloster Mor Augin (reichsaramäisch ܕܝܪܐ ܕܡܪܝ ܐܘܓܝܢ; türkisch Mar Evgin Manastırı) wurde im 4. Jahrhundert gegründet und liegt in der türkischen Provinz Mardin im Landkreis Nusaybin im Tur Abdin. Für syrisch-orthodoxe Christen ist das Kloster Mor Augin „die Mutter der Klöster des Tur Abdin“ sowie das „zweite Jerusalem“.

## Lage
Das Kloster Mor Augin liegt im Tur Abdin auf einem südlichen Hang eines Berges im Izlo-Gebirge, etwa 1000 Meter über dem Wasserspiegel, womit es dem ebenfalls syrisch-orthodoxen Mor-Mattai-Kloster im Irak sehr ähnelt. Das Kloster liegt 20 km nordöstlich von Nusaybin und 60 km östlich der Provinzhauptstadt Mardin. Zum Grundstück des Klosters gehören ebenso weite, fruchtbare Felder. Nördlich des Klosters liegen die Dörfer Badibe, Sederi und Harabemishka und südlich Giremira. Es liegt nur wenige Kilometer von der syrischen Grenze entfernt.

## Geschichte

### Gründung
Benannt ist das Kloster nach dem syrisch-orthodoxen Heiligen Mor Augin (reichsaramäisch ܡܪܝ ܐܘܓܝܢ; † April 363), welcher als Lehrer zahlreicher Mönche und Heiligen gilt und im aramäischen Volksmund auch den Beinamen zweiter Christus trägt. Der Gründer des Klosters, Mor Augin (+ 363), war ein Mönch und Wundertäter aus Ägypten. Er wird in der syrisch-orthodoxen Kirche als Heiliger verehrt und gilt als der Begründer des klösterlichen Lebens im Tur Abdin und nach Thaddäus († 28. Oktober 70 n. Chr.) und seinem Schüler Aggai († 81 n. Chr.) als einer der ersten Missionare dieses Gebiets. Im Laufe seines monastischen Lebens entschied er sich, aus Ägypten in den Tur Abdin auszuwandern, da er den durch seine Wundertaten folgenden Loben und Ehrungen entfliehen und zu seinen asketischen Prinzipien zurückkehren wollte. Ein weiterer Grund für seinen Umzug war, dass er das Christentum unter den Aramäern, seinen Volksgenossen, im Tur Abdin weiter verbreiten wollte. Mor Augin gründete dort mit 70 weiteren Mönchen, die sich ihm anschlossen, die Klosterbruderschaft Mor Augin. Kurz nachdem sie sich dort angesiedelt hatten, verbreitete sich ihr Kunde, woraufhin viele Menschen aus verschiedenen Ländern kamen, um sich ihnen anzuschließen. In kurzer Zeit erreichte die Anzahl der Mönche 350. Vor seinem Tod sendete Mor Augin die vielen Mönche in die Welt, bis nach Indien, hinaus, sodass sie weiterhin das Christentum verbreiteten. Sein Grab und seine Reliquien befinden sich bis heute in der Krypta des Klosters.

### Mittelalter und Neuzeit
Nach der Kirchenspaltung 431 im Konzil von Ephesos blieb das Kloster bis 1505 überwiegend in ostsyrisch-nestorianischem Besitz. Von einer umfangreichen Renovierung bzw. einem Wiederaufbau des Klosters ist erstmals im Jahre 1271 die Rede. 1739 wurde eine im Kloster lebende Diakonisse erwähnt. Das Kloster war lange Zeit ein Zentrum des Mönchtums in Vorderasien, in dem vor allem Einsiedler lebten. Von hier aus wurden auch andere Klöster bis in den Irak hinein gegründet. Zeitweise war das Kloster zwischen Persern und Griechen heftig umkämpft.

### Neueste Geschichte
Im Jahre 1900 lebten im Kloster Mor Augin ein Bischof, ein Abt und zehn Mönche, obwohl es oft geplündert und in Brand gesetzt worden war. Die britische Forscherin Gertrude Bell wurde bei einer ihrer Reisen im Jahre 1909 nach einem langen Ritt durch das Gebirge vom Abt empfangen und bewirtet. Als er ihr von der Geschichte des Klosters und der christlichen Askese berichtete, war sie nach eigenen Angaben so beeindruckt, dass die „die Jahrhunderte schwinden fühlte“. Kein Reisender, so führte der Abt aus, habe jemals das Kloster ohne Bewirtung verlassen dürfen – auch die Kurden nicht; sie hätten jedoch das Gesetz der Gastfreundschaft über Gebühr beansprucht. Zu dem Zeitpunkt lebten etwa 12 Mönche in dem Kloster. Bis zu Beginn des 20. Jahrhunderts ernährten sie sich im Kloster ausschließlich vegan. Außerdem war es Frauen bis zu dem Zeitpunkt untersagt, das Kloster zu betreten. Im Zuge des Völkermords an den syrischen Christen im Jahre 1915 flüchteten die Einwohner des Klosters Mor Augin in das Kloster Mor Malke und nach Iwardo. Nach dem Völkermord kehrten einige wenige Mönche in das Kloster zurück. Um das Jahr 1970 starb der vorerst letzte Mönch des Klosters, Lahdo Örz, und kurz darauf die letzten weltlichen Diener des Klosters. Für eine Weile, kurz nach 1976, wurde das Kloster zuerst von Kurden und später von Jesiden besetzt. Von 1983 bis 2011 stand das Kloster leer, weshalb das Gebäudekomplex mit der Zeit zu einem großen Teil verfiel. Der Wiederaufbau lief von 2010 bis 2015.

## Aktuelle Situation

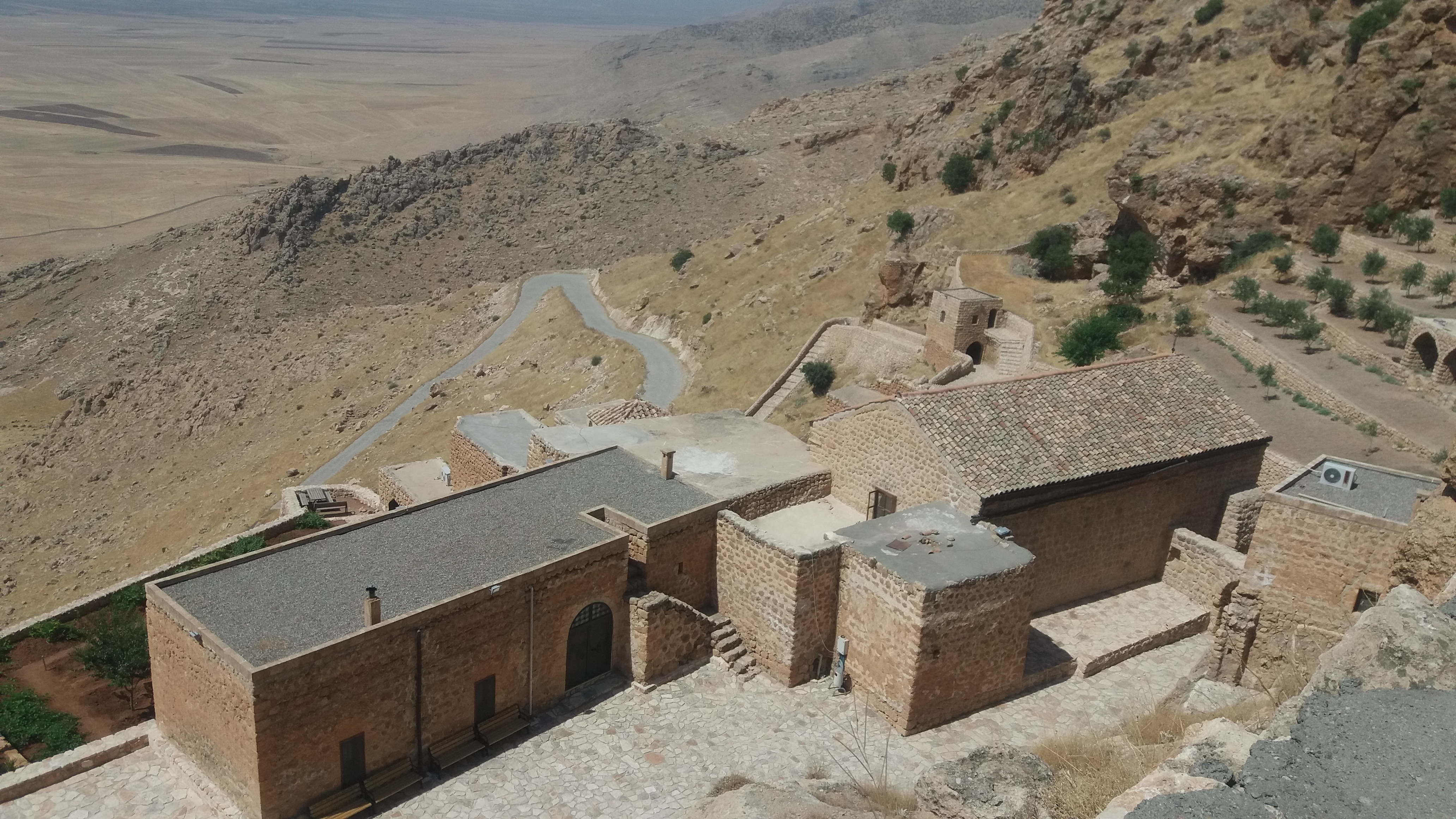
Die Hauptgebäude des Klosters Mor Augin aus nördlicher Sicht

Nach fast 30-jährigem Leerstand zog der Priestermönch und Abt Yokin Unval im Jahre 2011, in der Hoffnung das Kloster erneut besiedeln zu können, in dieses ein. Die Einführung Unvals fand im Rahmen eines festlichen Gottesdienstes mit rund 300 Teilnehmern statt, dem der Bischof des Tur Abdin, Timotheus Samuel Aktaş, vorstand. In einem Schreiben begrüßte auch das damalige Oberhaupt der syrisch-orthodoxen Kirche, Patriarch Ignatius Zakka I. Iwas, welcher Unval zum Abt des Klosters ernannte, die neue spirituelle Initiative im Tur Abdin. Bis zum Einzug Unvals in das Kloster Mor Augin lebte er als Mönch zuerst im Patriarchat in Damaskus und dann im nahe gelegenen Kloster Mor Gabriel, von wo aus er tagsüber mit einigen Arbeitern ins Kloster Mor Augin fuhr, um die nötigen Reparaturen, die durch Spenden von syrisch-orthodoxen Christen aus der ganzen Welt ermöglicht wurden, durchzuführen. Das Kloster wird momentan mithilfe großzügiger Spenden aus der ganzen Welt renoviert. Vor der Renovierung des Klosters Mor Jakob d´Qarno lebte noch ein weiterer Mönch, Aho Bilecen, im Kloster Mor Augin. Als das Kloster Mor Jakob d´Qarno fertiggestellt wurde, zog Bilecen dort ein, um dies ebenso zu besiedeln. Am 28. Februar 2018 wurde David Karli (* 16. Juni 1991 in Delmenhorst, Deutschland) im Kloster Mor Augin zum Mönch geweiht. Seitdem leben dort zwei Mönche und über das Jahr hinweg variierend mehrere Lehrer und bis zu 15 Klosterschüler. Das Kloster ist eine vor allem von syrisch-orthodoxen Christen sowie im Sommer gut besuchte spirituelle Attraktion. Im Kloster Mor Augin wird das Stundengebet gemeinschaftlich viermal täglich in der Hauptkirche und in der Kirche der Gottesgebärerin praktiziert (Laudes, Sext, Vesper und Komplet). Sonntags wird die göttliche Liturgie in der Hauptkirche zusammen mit Christen aus umliegenden Dörfern wie Marbobo und Gundikshukro zelebriert.

## Architektur

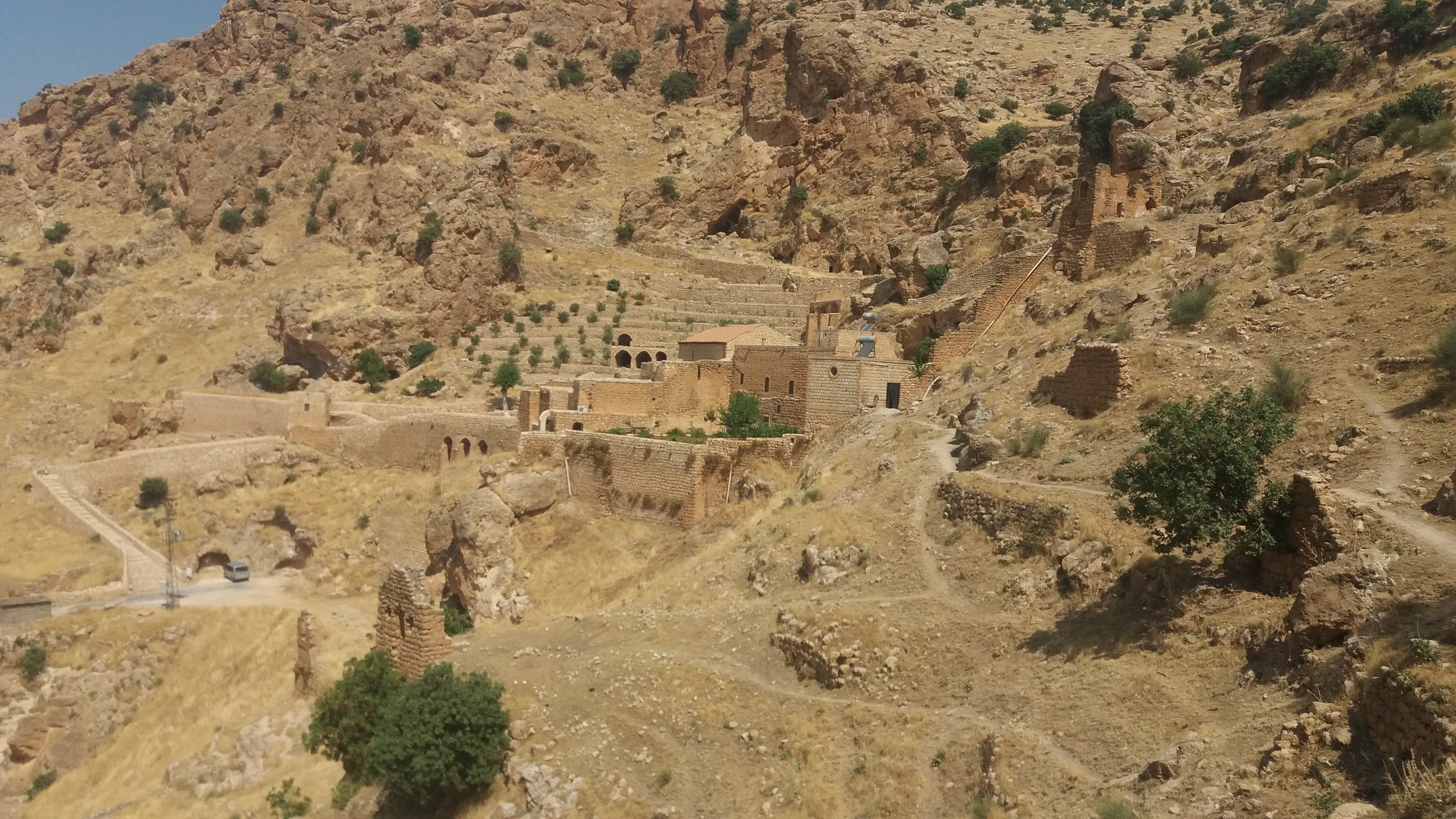
Das Kloster Mor Augin aus östlicher Sicht

Wie die meisten der Bauwerke im Tur Abdin wurden auch die Gebäude des Klosters Mor Augin mit Baukalk errichtet. Abgesehen davon unterscheidet sich die Architektur des Klosters Mor Augin sehr von der der anderen Klöster des Tur Abdin. Es hat unter anderem die größte Kirchglocke der Türkei.

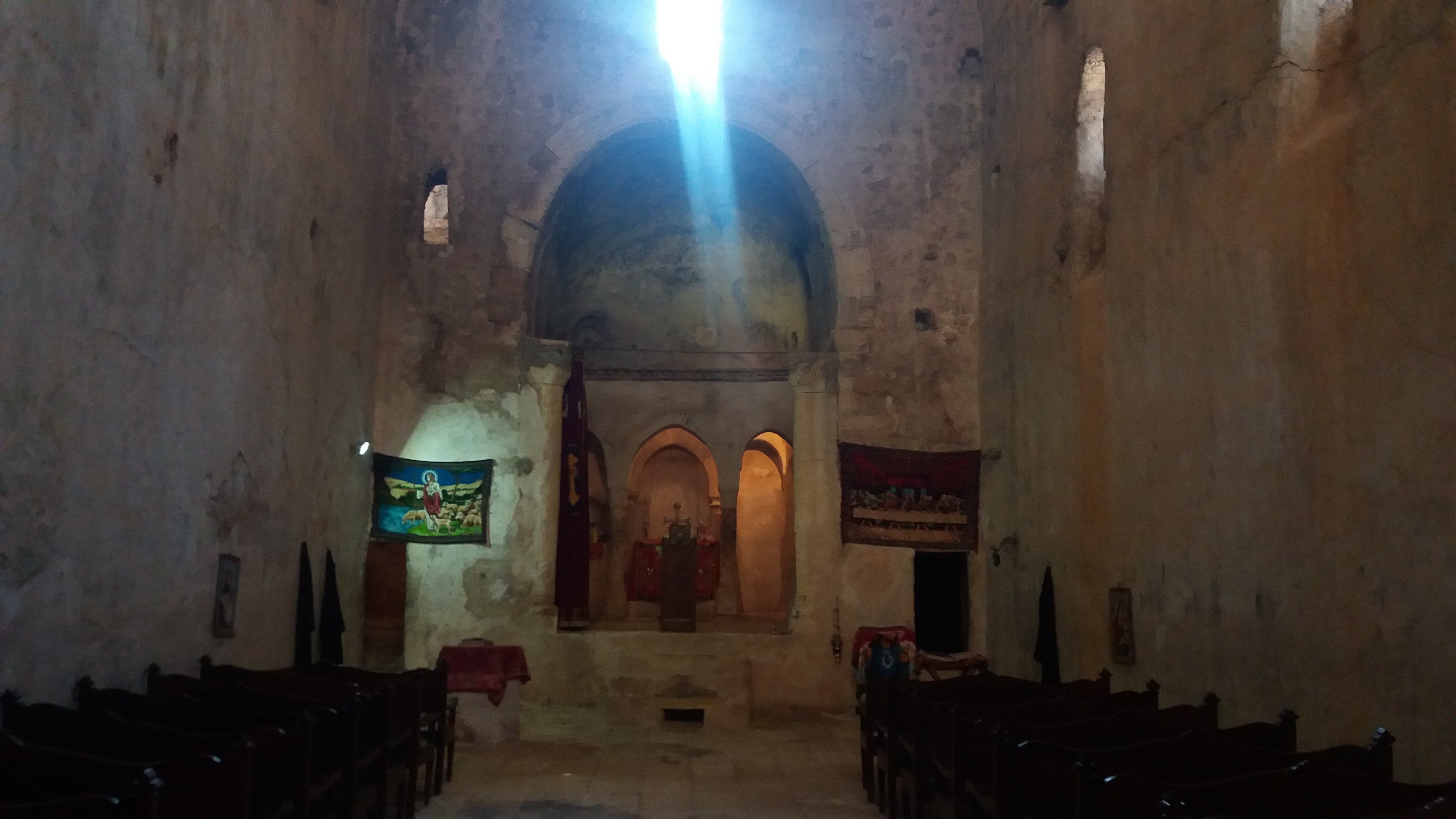
Die Innenansicht der Hauptkirche des Klosters Mor Augin

Die Hauptkirche des Klosters besitzt mit ihren 13 Metern die höchste Kirchendecke des Tur Abdin. Das Tonnengewölbe mit dem großen, aus verschiedenen Ornamentbändern bestehenden Altarbogen, Säulen und Kapitellen fällt schnell auf. Weiterhin einzigartig an der Hauptkirche des Klosters ist der Altarraum, welcher, anstatt auf traditionelle Art und Weise einen oder drei, zwei Altare beherbergt. Im Kreuzgang wurde, wahrscheinlich während der kurdischen Besatzungszeit, eine Nische angebracht, die einem Mihrāb ähnlich sieht.
Neben den Hauptgebäuden besitzt das Kloster viele kleine Nebengebäude und in den Berg eingebaute Höhlen, Einsiedeleien und Kirchen (z. B. die Kirche der Gottesgebärerin Maria oder die Kirche Mor Shalito).

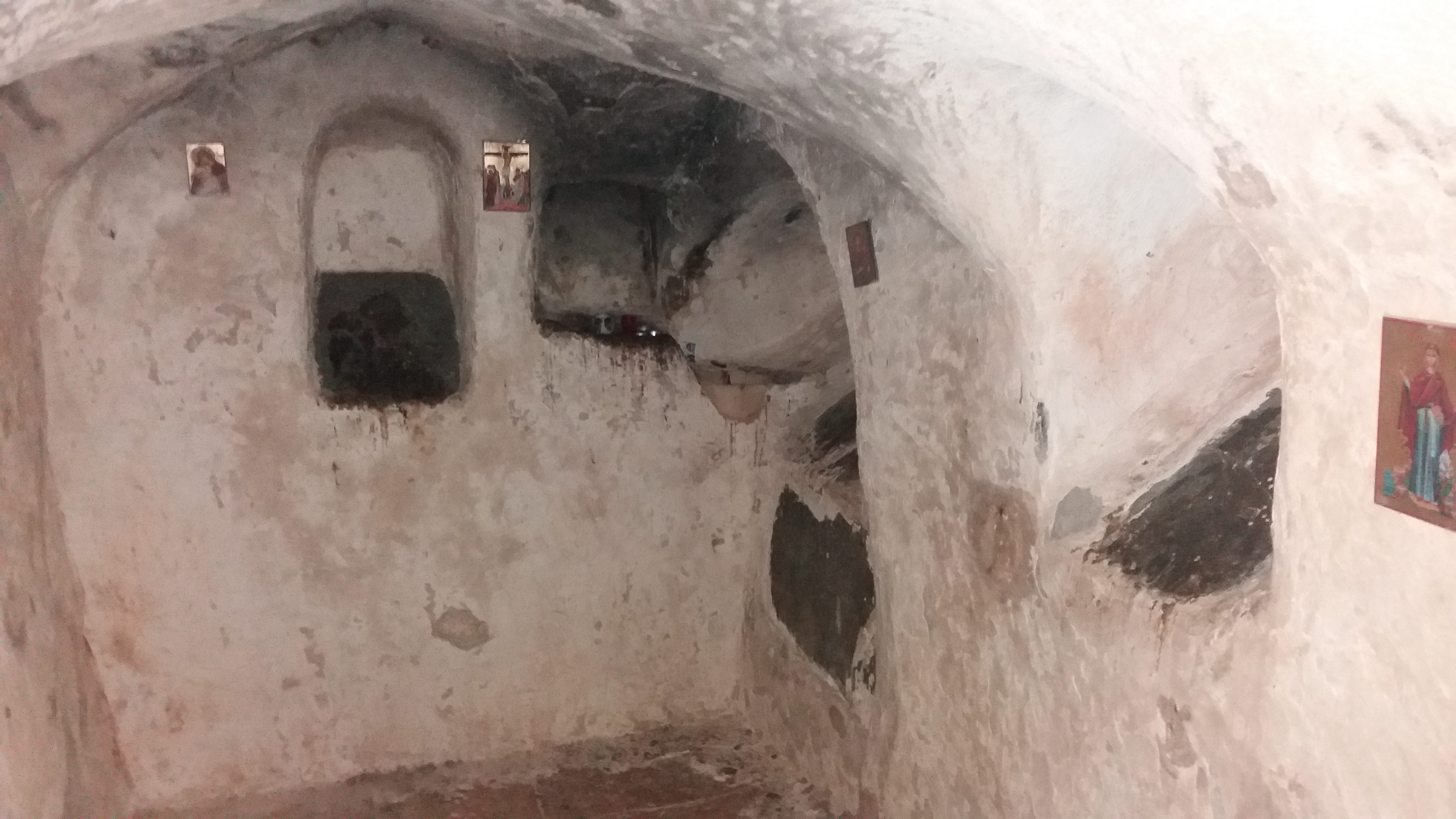
Der Teil der Krypta des Klosters Mor Augin, in dem Mor Augin und seine zwei Schwestern beigesetzt wurden

Die Krypta des Klosters ist acht Meter hoch und beherbergt die Gräber tausender Mönche, darunter auch Mor Augins selbst.
In den Gebäuden des Klosters sind viele Gravuren auffindbar, wovon die älteste datierte aus dem Jahr 1165 stammt. In vielen Einsiedeleien sind die Namen der Mönche, die dort lebten eingraviert. In manchen befinden sich auch deren Gräber.